# Clockwork Planet
Clockwork Planet (яп. クロックワーク・プラネット Куроккува:ку Пуранэтто, «Заводная планета») — японская серия ранобэ, написанных Ю Камией и Цубаки Химаной и иллюстрированных Сино. Публикуется издательством Kodansha под импринтом Kodansha Ranobe Bunko с апреля 2013 года. Также с сентября 2013 года выпускается манга-адаптация с иллюстрациями Куро в журнале Monthly Shōnen Sirius того же издательства и в августе 2018 года вышел 10 том. Трансляция аниме-сериала студии Xebec по мотивам серии стартовала 6 апреля 2017 года.

## Сюжет
Тысячу лет назад земля стала мёртвой, однако позже она была отстроена заново загадочным человеком «Y» в виде механизма. С тех пор её называют «Заводной планетой». Однажды на дом ученика старшей школы и механика-самоучки Наото Миуры неожиданно с неба свалился загадочный гроб, в котором находилась таинственная девушка-андроид по имени Рюзу. Эта встреча впоследствии оказывает на них большое влияние.

## Персонажи
Наото Миура (яп. 見浦ナオト Миура Наото) - ученик старшей школы, помешанный на механизмах, вплоть до любви к ним. Имеет сверхострый слух из-за чего постоянно носит наушники который подключены к микрофону у него в кармане. Починил РюДЗУ случайно.
Сэйю: Ёсино Нандзё
РюДЗУ (яп. リューズ Рю:дзу) - первый андроид серии Y. Исполнитель желаний Наото. Среди способностей есть остановка времени.
Сэйю: Аи Какума
Мари Белл Бреге (яп. マリー・ベル・ブレゲ Мари: Бэру Бурэгэ) - гениальный часовщик, способна чинить все на ходу.
Сэйю: Саори Ониси
Вайней Хальтер (яп. ヴァイネイ・ハルター Вай:нэй Харута:) - личный телохранитель Мари, киборг, предан ей.
Сэйю: Кэнъитиро Мацуда
АнкоР (яп. アンクル Анкуру) - со стороны это маленькая безобидная девочка 7-8 лет. На самом деле она сильнейшее оружие. Ее способность "Черная дыра" позволяет ей поглотить, что угодно. Все что она поглотит способна вытащить обратно.
Сэйю: Саяка Сэмбонги

## Медиа-издания

### Ранобэ
Первый том ранобэ в формате танкобона был выпущен 2 апреля 2013 года издательством Kodansha под импринтом Kodansha Ranobe Bunko. По состоянию на 29 декабря 2015 года всего выпущено 4 тома.
Список томов
| № | Дата публикации      | ISBN                   |
| - | -------------------- | ---------------------- |
| 1 | 2 апреля 2013 года   | ISBN 978-4-06-375293-9 |
| 2 | 29 ноября 2013 года  | ISBN 978-4-06-375348-6 |
| 3 | 31 октября 2014 года | ISBN 978-4-06-381415-6 |
| 4 | 29 декабря 2015 года | ISBN 978-4-06-381508-5 |

### Манга
Манга-адаптация с иллюстрациями Куро начала публиковаться в журнале Monthly Shōnen Sirius издательства Kodansha 26 сентября 2013 года. Первый том в формате танкобона вышел 7 февраля 2014 года. Всего к 7 апреля 2017 года было опубликовано 7 томов.
Список томов
| № | Дата публикации      | ISBN                   |
| - | -------------------- | ---------------------- |
| 1 | 7 февраля 2014 года  | ISBN 978-4-06-376445-1 |
| 2 | 31 октября 2014 года | ISBN 978-4-06-376487-1 |
| 3 | 9 марта 2015 года    | ISBN 978-4-06-376529-8 |
| 4 | 9 сентября 2015 года | ISBN 978-4-06-376571-7 |
| 5 | 9 марта 2016 года    | ISBN 978-4-06-390611-0 |
| 6 | 6 января 2017 года   | ISBN 978-4-06-390674-5 |
| 7 | 7 апреля 2017 года   | ISBN 978-4-06-390694-3 |

### Аниме
Первоначально о выпуске аниме-адаптации было объявлено в декабре 2015 года, однако это окончательно подтвердилось в декабре 2016 года. Режиссёром является Цуёси Нагасава, сценарий написан Кэндзи Сугихарой. Дизайн персонажей разработан Сюити Симамурой, дизайн механизмов — Кэндзи Тэраокой. Авторами саундтрека стали Сю Канэмацу, Ханаэ Накамура, Каори Накано и Сатоси Хоно. Премьера аниме состоялась 6 апреля 2017 года по телеканалам TBS и BS-TBS .
Список серий
| № серии | Название | Дата премьеры       |
| ------- | --- | ------------------- |
| 1       | Механизм судьбы (Gear of Destiny) «Уммэй но хагурума (Гиа обу Дэсутэни:)» (運命の歯車(ギア・オブ・デスティニー))             | 6 апреля 2017 года  |
| 2       | Очищение (Purge) «Дай ситю: хо:раку (па:дзи)» (大支柱崩落(パージ))                                                           | 13 апреля 2017 года |
| 3       | Конфликт (Conflict) «Массё:мэн топпа (Конфурикуто)» (真正面突破(コンフリクト))                                               | 20 апреля 2017 года |
| 4       | Воображаемый механизм (Imaginary Gear) «Кёсу: ундо кикан (Имадзинари: Гиа)» (虚数運動機関(イマジナリー・ギア))               | 27 апреля 2017 года |
| 5       | Тришула (Trishula) «Гэкимэцу суру моно (Тори:ссюра)» (撃滅するもの(トリーシュラ))                                            | 4 мая 2017 года     |
| 6       | Глубокое подземелье (Deep Underground) «Дайсиндотика-со: (Ди:пу Анда:гураундо)» (大深度地下層(ディープ・アンダーグラウンド)) | 11 мая 2017 года    |